# LNWR classe 2234
La Classe 2234 du London and North Western Railway (LNWR) est un modèle de locomotives à vapeur de disposition d'essieux 120 « Porter » (2-4-0T dans la nomenclature britannique) construit de 1898 à 1902. Destinées aux trains de voyageurs légers, ces locomotives-tender donneront naissance à la classe des 4-foot 6-inch Tank de disposition 121T.
40 locomotives de la classe 2234 ont été remplacées par des 121T entre 1895 et 1898, les 10 restantes connaissant des fortunes diverses en Angleterre et en Irlande. En 1905, cinq 121T plus récentes sont transformées en 120T devenant des 2234 supplémentaires, d'où leur surnom de « Choppers » qui signifie ici coupé, raccourci.
Elles disparaissent dans les années 1920-1930 sauf une en service jusqu'en 1952 sur le Cromford and High Peak Railway (en).

## Historique

### Origines
En 1876, le London and North Western ne dispose que de peu de locomotives-tender pour la remorque des trains de voyageurs locaux et de banlieue. Considérant que ce service n'est pas profitable, le LNWR y affecte d'anciennes locomotives déclassées. Un premier geste en faveur d'une amélioration des dessertes suburbaines sera la construction des 50 locomotives de la classe 2234.

### Mise au point
L'ingénieur en chef Francis Webb (en) met au point en 1876 les locomotives de la classe 2234. En vertu de la pratique de l'époque, les deux cylindres sont intérieurs et des pistons à la distribution Joy attaquent le premier essieu moteur tandis que le foyer profond est positionné entre les deux essieux accouplés. Originellement, l'abri de la cabine de conduite est très court, à la manière des locomotives à tender séparé ; il ne couvre qu'une partie du poste de conduite et il n'y a pas de pare-brise arrière. Afin de pouvoir desservir les stations en tunnel à Londres et Birmingham, elles sont pourvues d'un système de condensation (démonté par la suite) où des conduites redirigent la vapeur expulsée par les cylindres vers les caisses à eau. Les blocs de freins sont en bois à l'origine ; la partie de la chaudière contenant les tubes est longue de 9 pieds 10 pouces (3 m) et les réserves d'eau et de charbon occupent une place modeste, réduisant leur rayon d'action.
À leur apparition, elles tractent des trains autour des villes de Manchester, Birmingham et Londres, où elles circulent notamment sur le District Railway (actuel métropolitain) entre la gare de Broad Street et celle de Mansion House.
Une première tranche est livrée par les ateliers de Crewe en 1876, suivie par 20 autres en 1877. En 1879, 9 autres sont livrées ; la dixième ayant été annulée au profit du prototype des 121T, et une dernière est livrée en 1880.

### Évolutions
Afin de résoudre le manque d'autonomie des locomotives de la classe 2234, Francis Webb crée une version allongée avec une importante soute arrière contenant des réserves d'eau et de charbon, à la manière des Coal Tanks qui verront le jour en 1881. Comme sur ces dernières, l'allongement du châssis impose d'ajouter un essieu porteur derrière l'abri. Un premier prototype sort des chaînes de montage en 1879 et la série compte 180 exemplaires en 1890. Une partie de cette série sera munie de la condensation et elles évinceront les 120T des dessertes de banlieue et omnibus les plus importantes.
Reléguées à des services plus secondaires, 40 machines de la série sont sélectionnées pour un programme de "renouvellement" où elles sont remplacées en 1895-1898 par de nouvelles 121T de la classe 5ft 6in Tank ; peu de composants des locomotives d'origine étant réutilisées sur les nouvelles 121T qui portent néanmoins les mêmes numéros.

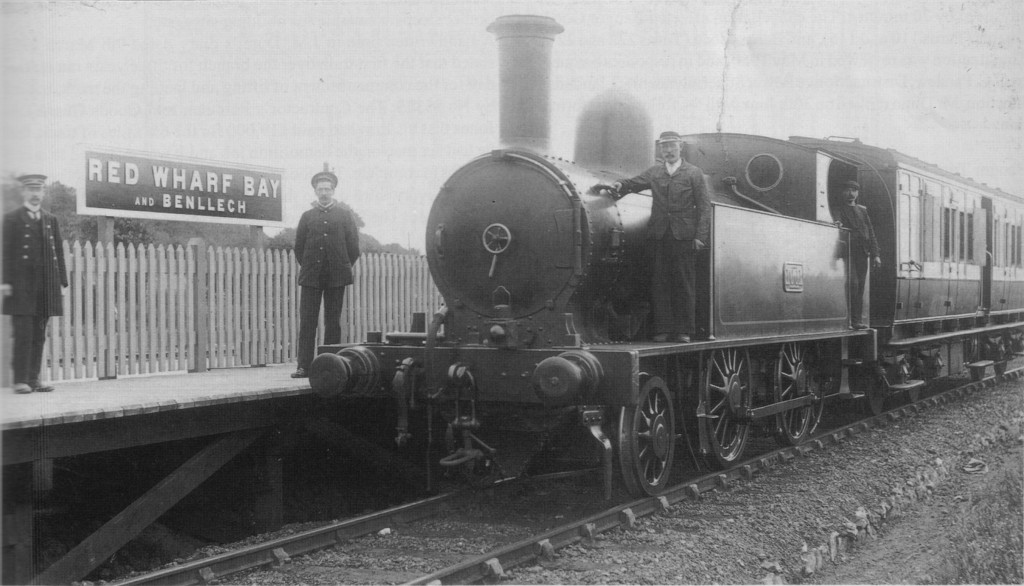
La 1001, une ex-121T, en 1909.

En 1905, le LNWR décide d'effectuer l'opération inverse en convertissant cinq locomotives de la classe 5ft 6' en 120T par suppression de l'essieu porteur et raccourcissement du tender. Le surnom de « Choppers » des 120T daterait de cette période-là.
Les cinq locomotives raccourcies auraient été affectées à la traction de courts trains de voyageurs en réversibilité tandis que les 10 autres auraient toutes été regroupées sur le Cromford and High Peak Railway, une ligne à vocation marchandises aux pentes très fortes.

### Fin de carrière

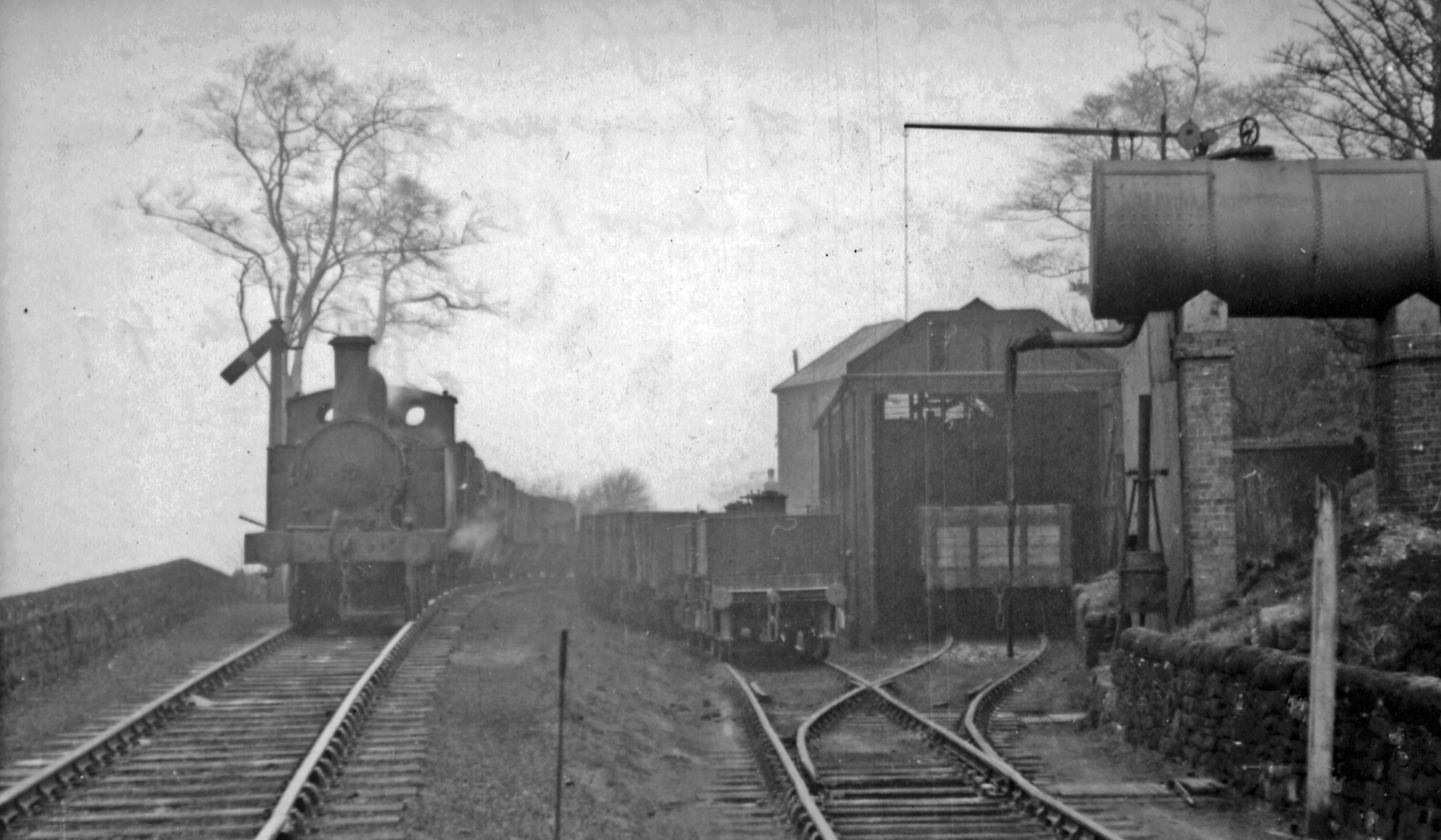
Sur le Cromford & High Peak en 1949.

Les 15 locomotives encore employées par le LNWR après 1905 passent toutes au London, Midland and Scottish Railway en 1923 qui les renumérote entre 6420 et 6434. Elles sont finalement radiées, sauf une, entre 1924 et 1936, surpassant même les dernières 4ft 6in qui s'éteignent en 1932.
La no 6428, ex 2278 de 1877, a roulé sur le Cromford and High Peak Railway (en) jusqu'en 1952. D'abord immatriculée 26428, à la création des British Railways en 1948, elle prend rapidement le numéro 58092. Ce curieux chemin de fer construit à la manière d'un canal comportait plusieurs plans inclinés dont une montée atteignant les 12,5 % soit la rampe la plus sévère de tous les chemins de fer britanniques. Les locomotives avaient remplacé la traction par câble mais ne pouvaient réaliser l'ascension des plans inclinés qu'en poussant de courtes rames,. Avec l'arrivée de 030T d'origine diverse en 1931, la 6428 devient la seule de sa série sur cette ligne et parvient à subsister jusqu'en 1952, année où elle est radiée et ferraillée,.